# رودهوس (ایلینوی)
رودهوس، ایلینوی (به انگلیسی: Roodhouse, Illinois) یک شهر در ایالات متحده آمریکا با جمعیت ۲٬۲۱۴ نفر است که در ایلی‌نوی واقع شده‌است.

## موقعیت جغرافیایی
موقعیت جغرافیایی شهرها و مناطق اطراف به شرح زیر است: